# Steve Fossett
James Stephen Fossett  (22 tháng 4 năm 1944 - mất tích 3 tháng 9 năm 2007) là một nhà triệu phú người Mỹ và ông đã lập được nhiều kỷ lục mang tính quốc tế, hiện tại ông đang bị mất tích.

## Tiểu sử
Steve Fossett sinh tại tiểu bang Tennessee, Mỹ. Sau khi tốt nghiệp thạc sĩ kinh doanh tại Đại học Washington ông bắt đầu hoạt động kinh doanh. Steve Fossett nhanh chóng tạo dựng được gia tài hàng triệu USD. Sau đó, ông thành lập các công ty tài chính và cho tới nay ông đã có hàng trăm triệu USD.

## Các kỷ lục

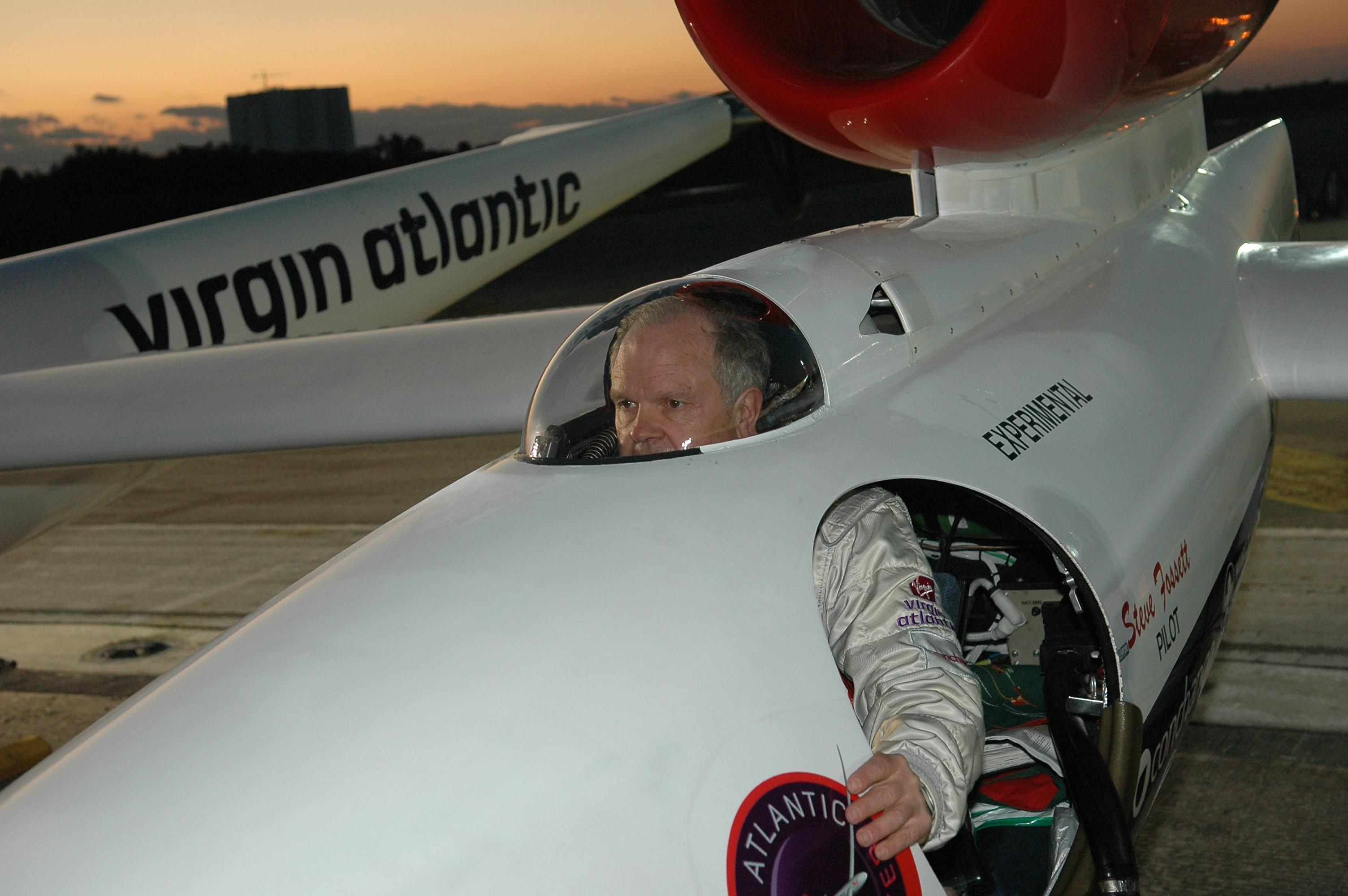
Fossett trên chiếc Virgin Atlantic GlobalFlyer ở Trung tâm Không gian Kennedy

Steve Fossett được Liên đoàn Hàng không quốc tế (FAI) cấp giấy chứng nhận 93 kỷ lục và Hội đồng thuyền buồm thế giới công nhận 23 kỷ lục. Ít nhất 60 kỷ lục của ông đến nay vẫn chưa bị phá. Ông từng bơi qua eo biển Manche giữa Pháp và Anh, từng nhiều lần bay quanh thế giới, từng leo hơn 400 ngọn núi, trong đó có đỉnh Matterhorn ở Thụy Sĩ và ngọn Kilimanjaro ở Tanzania.
Ngày 19 tháng 6 năm 2002 ông khởi hành từ Northam (Úc) bay vòng quanh thế giới không nghỉ trên khinh khí cầu Spirit of Freedom và trở về ngày 3 tháng 7 năm 2002.
Năm 2005, Fossett trở thành người đầu tiên trên thế giới một mình lái máy bay không nghỉ vòng quanh thế giới mà không cần tiếp nhiên liệu.

## Bị mất tích
Vào lúc 8 giờ 45 (giờ địa phương) ngày 3 tháng 9 năm 2007, Fossett lái chiếc máy bay một động cơ bay vào sa mạc Nevada để tìm địa điểm cho việc thực hiện một kỷ lục mới nhưng ông đã không trở về.
Người ta huy động một lực lượng cứu hộ khổng lồ gồm 45 máy bay để tìm kiếm ông. Tháng 9 năm 2008, các điều tra viên tìm ra phần thi hài gần chiếc máy bay đổ nát, được cho là của Fossett, gần Mammoth Lakes, California.